# Cray XC40

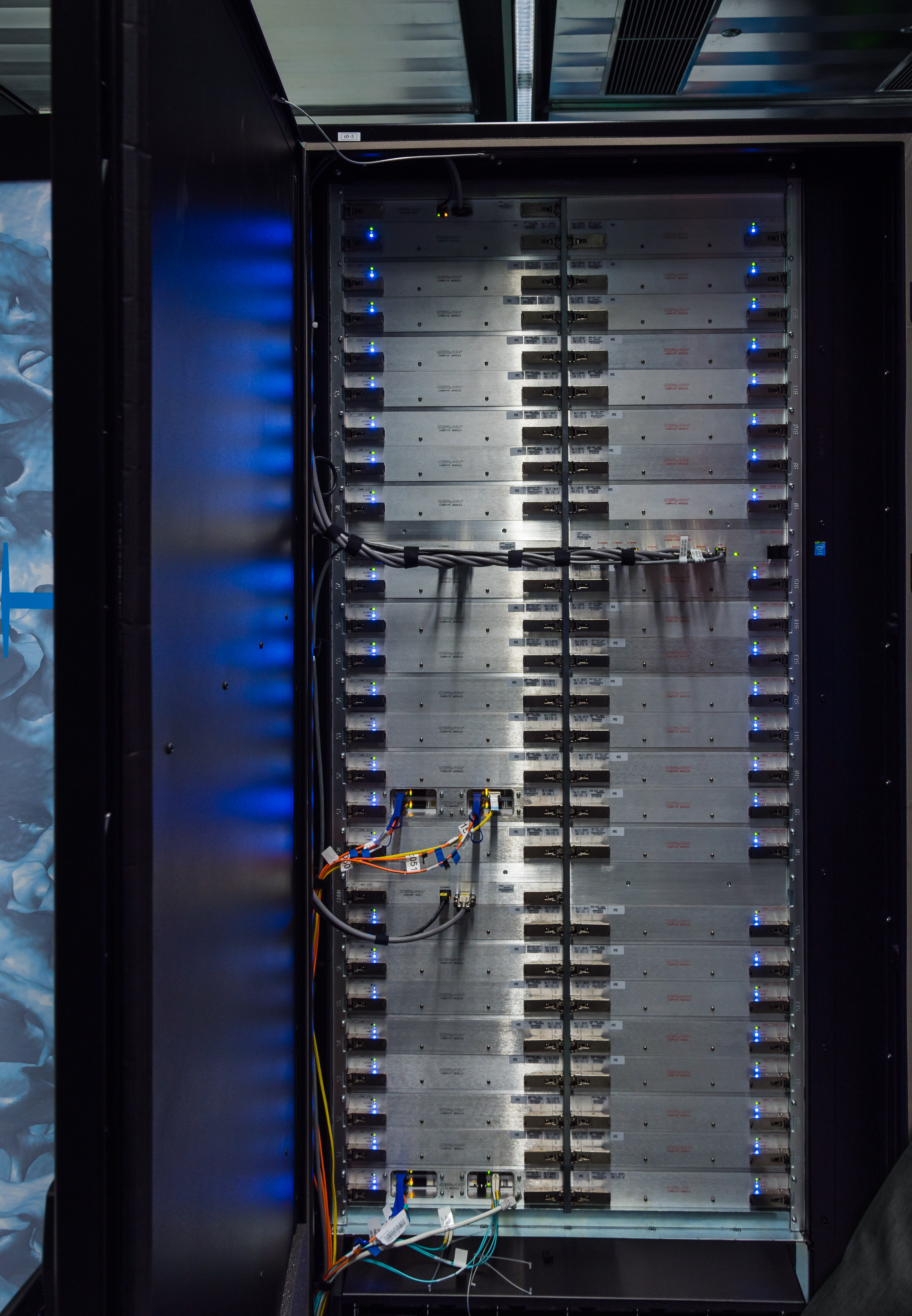

Cray XC40 - суперкомп'ютер  створений виробником Cray Research. Він був представлений в 2014 році і є наступником покоління суперкомп'ютера XC30. Перший суперкомп'ютер був проданий для досліджень ядерної зброї. XC40 заснований на серії процесорів Intel Xeon E5-2600v3 і доступний з рідким охолодженням або повітряним охолодженням.

## Історія розвитку
Першим представником компанії Cray був суперкомп'ютер XC30, котрий був представлений в 2012 році. Платформа XC30 використовується в суперкомп'ютерах Уряду США і Швейцарського національного суперкомп'ютерного центру (CSCS), що займають відповідно 10 і 6 місце на червень 2014 року у всесвітньому рейтингу суперкомп'ютерів Top500. Платформа набула широкого поширення в світі. Зокрема, застосовується в:  
- науковому суперкомп'ютерном центрі (CSC) Міністерства освіти, науки і культури Фінляндії;
- дослідному обчислювальному центрі Міністерства енергетики США в Берклі;
- академічному обчислювальному центрі (ACCMS) університету Кіото в Японії;
- суперкомп'ютерному центрі університету Штутгарта (HLRS) в Німеччині;
- медичному комплексі Hong Kong Sanatorium & Hospital (HKSH) в Китаї;
- Університеті передової науки і технологій (JAIST) в Японії;
- Німецькій Національної метеорологічної служби (DWD);
- Національній астрономічній обсерваторії Японії (NAOJ);
- інституті Цузе і Ганноверському університеті імені Готфріда Вільгельма Лейбніца, що входять в Північно-німецький суперкомп'ютерний альянс (HLRN).

Наступним представником був суперкомп'ютер Cray XC40.
| Текст вилучений зі статті через підозру в порушенні авторських прав |
| Текст, який раніше перебував на цій сторінці, запідозрений у порушенні авторських прав через те, що є дослівним перекладом з таких джерел: https://www.hardwareluxx.ru/index.php/news/hardware/prozessoren/40030-cray-packs-up-to-1-pflops-in-a-cabinet.html Тому, хто поставив цей шаблон: на сторінку обговорення користувача, який розмістив цю статтю, чи додав текст з порушенням авторського права, варто додати повідомлення {{subst:Nothanks tr\|Cray XC40\|url=https://www.hardwareluxx.ru/index.php/news/hardware/prozessoren/40030-cray-packs-up-to-1-pflops-in-a-cabinet.html }} --~~~~. |
| До уваги користувача, який розмістив цю статтю Не редагуйте статтю зараз, навіть якщо ви збираєтеся її переписати. Додержуйтеся вказівок нижче. - Якщо власник авторських прав на зазначений вище матеріал дозволяє використати його на умовах GNU FDL без незмінюваних секцій та Creative Commons із зазначенням автора / розповсюдження на тих самих умовах, будь ласка, сповістіть про це на сторінці обговорення цієї статті. - Якщо правовласником є ви, додайте на зазначеному вище ресурсі примітку: «This article is licensed under the Creative Commons Attribution-ShareAlike license». - Якщо дозволу на використання цього матеріалу нема, будь ласка, зробіть одне з двох: 1. Напишіть хоча б гарний накид статті на цій підсторінці. Зверніть увагу: не треба копіювати текст, що порушує авторські права, на зазначену підсторінку й редагувати його. Якщо ви взялися за написання нової статті, не забудьте сповістити про це на сторінці обговорення. 2. Залиште все як є, і тоді стаття буде вилучена. У випадку, якщо новий текст написаний не буде, ця стаття буде вилучена через тиждень після появи цього попередження. (Детальніше див. документацію шаблону.) Вихідний текст цієї статті з можливим порушенням копірайту можна знайти в історії змін. Зверніть увагу, що розміщення у Вікіпедії матеріалів, включаючи дослівний переклад, автор яких не надав явного дозволу на їхнє використання відповідно до ліцензії GNU FDL без незмінюваних секцій та Creative Commons із зазначенням автора / розповсюдження на тих самих умовах, може бути порушенням законів про авторське право. Користувачі, які додають до Вікіпедії такі матеріали, можуть бути тимчасово позбавлені права редагувати статті. Незважаючи ні на що, ми завжди раді вашим оригінальним статтям. Дякуємо. |

## Характеристики
Суперкомп'ютер Cray XC40 використовує 64-розрядні процесори Xeon E5-2695v4 18C з частотою 2,1 ГГц (3,3 ГГц у турбо-режимі), доступний з рідким або повітряним охолодженням. Продуктивність комп'ютера[уточнити] 2,801.78 TFlop/s; пікова продуктивність 3,019.16 TFlop/s. Споживана потужність — 1348 кВт.
Операційна система Cray Linux Environment використовується у всіх суперкомп'ютерах Cray.

## Застосування
| Текст вилучений зі статті через підозру в порушенні авторських прав |
| Текст, який раніше перебував на цій сторінці, запідозрений у порушенні авторських прав через те, що є дослівним перекладом з таких джерел: https://habr.com/ru/company/it-grad/blog/338618 Тому, хто поставив цей шаблон: на сторінку обговорення користувача, який розмістив цю статтю, чи додав текст з порушенням авторського права, варто додати повідомлення {{subst:Nothanks tr\|Cray XC40\|url=https://habr.com/ru/company/it-grad/blog/338618 }} --~~~~. |
| До уваги користувача, який розмістив цю статтю Не редагуйте статтю зараз, навіть якщо ви збираєтеся її переписати. Додержуйтеся вказівок нижче. - Якщо власник авторських прав на зазначений вище матеріал дозволяє використати його на умовах GNU FDL без незмінюваних секцій та Creative Commons із зазначенням автора / розповсюдження на тих самих умовах, будь ласка, сповістіть про це на сторінці обговорення цієї статті. - Якщо правовласником є ви, додайте на зазначеному вище ресурсі примітку: «This article is licensed under the Creative Commons Attribution-ShareAlike license». - Якщо дозволу на використання цього матеріалу нема, будь ласка, зробіть одне з двох: 1. Напишіть хоча б гарний накид статті на цій підсторінці. Зверніть увагу: не треба копіювати текст, що порушує авторські права, на зазначену підсторінку й редагувати його. Якщо ви взялися за написання нової статті, не забудьте сповістити про це на сторінці обговорення. 2. Залиште все як є, і тоді стаття буде вилучена. У випадку, якщо новий текст написаний не буде, ця стаття буде вилучена через тиждень після появи цього попередження. (Детальніше див. документацію шаблону.) Вихідний текст цієї статті з можливим порушенням копірайту можна знайти в історії змін. Зверніть увагу, що розміщення у Вікіпедії матеріалів, включаючи дослівний переклад, автор яких не надав явного дозволу на їхнє використання відповідно до ліцензії GNU FDL без незмінюваних секцій та Creative Commons із зазначенням автора / розповсюдження на тих самих умовах, може бути порушенням законів про авторське право. Користувачі, які додають до Вікіпедії такі матеріали, можуть бути тимчасово позбавлені права редагувати статті. Незважаючи ні на що, ми завжди раді вашим оригінальним статтям. Дякуємо. |

Також суперкомп'ютер Cray XC40 викорстовується в Met Office — національній метеорологічній службі Великої Британії. Це виконавчий орган і торговий фонд Департаменту з питань бізнесу, енергетики і промислової стратегії на чолі з виконуючим обов'язки генерального директора Ніком Джоблінгом і головним вченим, професором Стівеном Белхером. Метеорологічне бюро прогнозує метеорологічні прогнози у всіх часових масштабах від прогнозів погоди до зміни клімату.
Суперкомп'ютер Cray XC40 застосовується для наукових досліджень, в медицині та військовій промисловості.